# Hålvattnet (Degerfors socken, Västerbotten)
Hålvattnet är en sjö i Vindelns kommun i Västerbotten och ingår i Umeälvens huvudavrinningsområde. Sjön har en area på 0,177 kvadratkilometer och ligger 216 meter över havet. Sjön avvattnas av vattendraget Rödån (Rödkullaån).

## Delavrinningsområde
Hålvattnet ingår i det delavrinningsområde (712710-170563) som SMHI kallar för Inloppet i Fäbodträsket. Medelhöjden är 238 meter över havet och ytan är 4,32 kvadratkilometer. Räknas de 11 avrinningsområdena uppströms in blir den ackumulerade arean 116,32 kvadratkilometer. Rödån (Rödkullaån) som avvattnar avrinningsområdet har biflödesordning 3, vilket innebär att vattnet flödar genom totalt 3 vattendrag innan det når havet efter 76 kilometer. Avrinningsområdet består mestadels av skog (52 procent) och sankmarker (43 procent). Avrinningsområdet har 0,18 kvadratkilometer vattenytor vilket ger det en sjöprocent på 4,1 procent.